# Герои (фильм, 2008)
«Геро́и» (англ. Heroes) — индийская драма на языке хинди, снятый Самиром Карником и вышедший в прокат 24 октября 2008 года. Несмотря на участие нескольких звёзд экрана, сборы от национального проката не смогли покрыть бюджет, и фильм был признан кассовым провалом.

## Сюжет
Студентам Самиру Сури и Али Шаху срочно нужны хорошие оценки по предмету «кино». Это вынуждает их снять документальный фильм, тему которого им подсказывает репортер Акаш Сарин, бравший интервью у индийских солдат во время каргильской войны в 1999 году. От троих из них, теперь уже погибших, он получил письма, которые должен отнести их родным. Самир и Али решают сделать это сами. Сначала они отправляются в Пенджаб к Кульджит Сингх, потерявшей своего мужа Балкара Сингха. Затем к инвалиду бывшему пилоту Викраму Шергиллу, который лишился брата, офицера Джананджая. И наконец друзья попадают в дом доктора Накви, отца погибшего лейтенанта инфантерии Сахила Накви.

## Роли
- Ватсал Сетх — Али (Наваб Сахиб)
- Сохаил Хан — Самир (Саандх)
- Салман Хан — Балкар Сингх / Джассвиндер Сингх, солдат-сикх
- Прити Зинта — Кулджит Каур, вдова Джассивиндера Сингха
- Бобби Деол — офицер Дхананджай Шергилл
- Санни Деол — Викрам Шергилл, брат Джананджая
- Митхун Чакраборти — доктор Накви
- Дино Мореа — лейтенант Сахил Накви
- Амрита Арора — Прия, девушка Саандха
- Рия Сен — Шивани, девушка Али
- Мохниш Бехл — Акаш Сарин, репортёр
- Пратикаша Лонкар — миссис Накви
- Тинну Ананд — директор киноинститута
- Вивек Шаук — профессор

## Сауднтрек
| №  | Название           | Исполнители                          | Длительность |
| -- | ------------------ | ------------------------------------ | ------------ |
| 1. | «Badmash Launde»   | Шаил Хада, Партхиа Гохил             |              |
| 2. | «What's Up My Bro» | Кунал Ганджавала                     |              |
| 3. | «Mannata»          | Сону Нигам, Кавита Кришнамурти       |              |
| 4. | «Makhana»          | Сукхвиндер Сингх, Саумья Рао, Ваджид |              |

## Критика
Кинокритик Таран Адарш дал фильму 3.5 звезды из 5. Итрат Саид из канадской газеты The Georgia Straight назвал «Героев» — националистическим фильмом, граничащим с пропагандой.